# Denc dal Luf
Denc dal Luf är en bergstopp i Schweiz.   Den ligger i regionen Maloja och kantonen Graubünden, i den sydöstra delen av landet, 180 km öster om huvudstaden Bern. Toppen på Denc dal Luf är 2 172 meter över havet.
Terrängen runt Denc dal Luf är mycket bergig. Runt Denc dal Luf är det glesbefolkat, med 10 invånare per kvadratkilometer.. Närmaste större samhälle är Stampa, 4,4 km nordost om Denc dal Luf. 
Trakten runt Denc dal Luf består i huvudsak av gräsmarker.